# Étienne de Bonneuil
Étienne de Bonneuil, även Estienne de Bonnueill (latin: Stephanus Lapicida, svensk översättning: ungefärligen "Stefan med det goda ögat") var en fransk arkitekt, byggmästare och bildhuggare som 1287 anställdes i Paris, Frankrike för att med sin bygghytta resa till Uppsala och delta i bygget av Uppsala domkyrka under senare delen under 1200-talet.

## Biografi
Étienne de Bonneuil kom till Sverige under ärkebiskop Magnus Bossons tid (cirka 1285–1289) med sina mästare och gesäller för att arbeta på Uppsala domkyrka. Kyrkan stod ännu endast påbörjad med sin innanför stenmurarna uppförda träkyrka. Det är inte känt hur långt den franske byggmästaren fört arbetet framåt.
Tidigare forskare betonade gärna hans insatser, och såg domkyrkan som en fransk gotisk katedral. Bland annat ansågs sydportalen vara ett verk av hans skola. Man ville gärna också se inflytande från hans verkstad i andra uppländska kyrkor. Några påtagliga bevis för vilka hans arbeten ska ha varit finns dock inte. I dag betonas domkyrkans likhet med andra gotiska tegelkatedraler i Östersjöområdet. Få gör längre gällande, att Étienne de Bonneuil skulle ha varit domkyrkans arkitekt. En 'Stephanus lapicida' som 1291 omtalas i Uppsala har antagits vara identisk med Etienne Bonneuil, vilket har ansetts bevisa att hans bygghytta verkligen ankom till Uppsala.